# Ramón Rubial

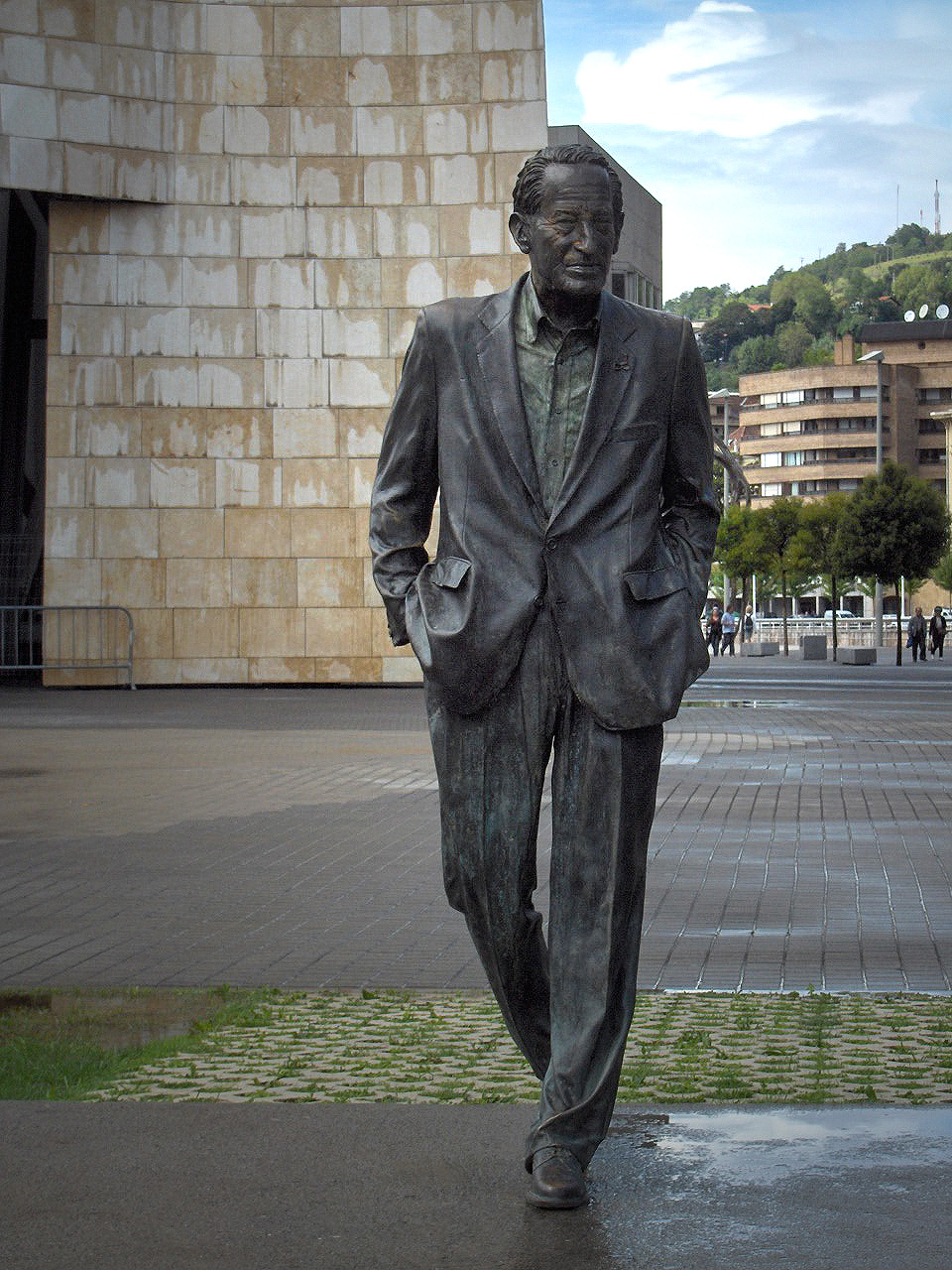
Staty av Ramón Rubial utanför Guggenheim-museet i Bilbao

Ramón Rubial Cavia, född 28 oktober 1906 i Erandio, död 24 maj 1999 i Bilbao, var en spansk politiker.
Rubial arbetade som svarvare och anslöt sig till fackföreningen Unión General de Trabajadores (UGT) 1920 och två år senare till Spanska socialistiska arbetarpartiet (PSOE).
Efter Asturienrevolutionen i oktober 1934 arresterades Rubial och dömdes till fängelse. Han släpptes fri efter folkfrontens valseger i mars 1936. Vid Spanska inbördeskrigets utbrott senare samma år anslöt han sig till de republikanska styrkorna. Han tillfångatogs i februari 1937 och dömdes 1940 till 14 år i fängelse. Under tiden i fängelse fortsatte han att organisera medfångar i det numera underjordiska PSOE. Efter frigivningen 1956 valde han att stanna kvar i Spanien och arbetade för PSOE under kodnamnet "Pablo".
Efter Francos död valdes Rubial 1976 till ordförande för PSOE. Han valdes 1979 in i senaten, i det första demokratiska valet sedan 1936, och valdes om 1982, 1989 och 1993. Han var 1978–1979 ordförande för Baskiens generalförsamling, föregångaren till Baskiens autonoma regionala styre.